# Oza-Cesuras
Oza-Cesuras es un municipio español de la provincia de La Coruña, en Galicia, perteneciente a la comarca de Betanzos, creado el 6 de junio de 2013 fruto de la fusión de los municipios de Oza de los Ríos y Cesuras.
El ayuntamiento está situado en dos sitios diferentes. Uno en Cesuras centro y otro en Oza de los Ríos centro. Cuenta con un territorio bastante extenso y una población que supera los 5000 habitantes. A pesar de contar con una extensa zona rural poblada de aldeas; cuenta además con dos núcleos de población en los que vive la mayoría de los habitantes y que suponen la cara más moderna del municipio, Cesuras y Oza.

## Geografía
Integrado en la comarca de Betanzos, Oza de los Ríos se sitúa a 29 kilómetros de la capital coruñesa y Cesuras a 35 kilómetros. El término municipal está atravesado por la autovía del Noroeste A-6 entre los pK 564 y 565, además de por la carretera AC-840 que une Betanzos con Curtis. 
El relieve del territorio es irregular por los valles creados por los numerosos ríos y arroyos que lo atraviesan. El río Mendo es el más importante y cruza el municipio de sur a norte en su trayecto hacia la ría de Betanzos. El río Mero discurre por el sur de Cesuras y luego gira hacia el norte en su camino hacia la ría do Burgo, haciendo de límite con Abegondo. Los Montes da Tieira hacen de límite con Mesía y Curtis por el sureste mientras que el Monte do Gato hace de límite por el este con Coirós y Aranga. Por el norte el río Mendo hace de límite con Betanzos. La altitud oscila entre los 543 metros en el Monte do Gato por el este y los 30 metros a orillas del río Mendo. Cesuras se alza a 396 metros sobre el nivel del mar y Oza a 215 metros sobre el nivel del mar. 
| Noroeste: Betanzos y Abegondo | Norte: Betanzos y Coirós | Noreste: Coirós |
| Oeste: Abegondo               |                          | Este: Aranga    |
| Suroeste: Abegondo y Mesía    | Sur: Mesía y Curtis      | Sureste: Curtis |

## Parroquias
Parroquias que forman parte del municipio:
- Bandoja[3]
- Borrifáns (San Pedro)
- Bragad[5]
- Carres (San Vicente)[6]
- Cines[3]
- Cuíña (Santa María)
- Cutián (Santa María)
- Dordaño (Santa María)
- Figueredo (Santa María)
- Filgueira de Barranca (San Pedro)
- Filgueira de Traba (San Miguel)
- Loureda (Santo Estevo)
- Mandayo[5]
- Mondoy[3]
- Oza (San Pedro)
- Paderne (Santiago)
- Parada (Santo Estevo)
- Porzomillos (San Pedro)
- Probaos (Santa Eulalia)[6]
- Reboredo (Santiago)
- Regueira[3]
- Rodeiro (Santa María)
- Salto (San Tomé)
- Trasanquelos (San Salvador)
- Vivente (Santo Estevo)

## Geografía humana

### Demografía
| Gráfica de evolución demográfica de Oza-Cesuras entre 2021 y 2021                                                     |
| |
| Población de derecho según los censos de población del INE. Población de hecho según los censos de población del INE. |

| Gráfica de evolución demográfica de Oza-Cesuras entre 2014 y 2018  |
|                                                                    |
| Población de derecho (2014-2018) según el padrón municipal del INE |

## Vías de comunicación
La situación estratégica y el tamaño del ayuntamiento, de más de 150 km², hacen de esta localidad un excelente sitio para una buena comunicación con los exteriores.
- Tren: Oza-Cesuras es un municipio que cuenta con tres estaciones de tren completamente funcionales. Una en Cesuras, otra en Oza y una menos importante en Piñoi (Cesuras).

- Carreteras: Su extenso territorio hace que sus comunicaciones por carretera sean muy variadas. Hay comunicación directa con autopista y otras carreteras importantes.

## Industria
Aunque uno de los principales motores económicos del municipio se encuentren dentro del sector primario, también hay espacio para empresas de otra índole. La actividad de estas se encuentra la mayoría enfocada a la agricultura y a labores forestales. 